# 秦道夫
秦道夫（1929年9月—），男，汉族，山东荣成人，中国金融家，曾任中国人民保险公司董事长兼总经理、党组书记，第七届全国政协委员。